# Antonio Bocchetti
Antonio Bocchetti (Nápoles, Italia, 11 de junio de 1980) es un ex futbolista italiano que se desempeñaba como defensa. A lo largo de su carrera ha jugado, entre otros, en Napoli y Parma.
Es primo del también futbolista Salvatore Bocchetti.

## Trayectoria
Bocchetti creció en las canteras del Nola y del Napoli, club de su ciudad natal. El club azzurro lo cedió a préstamo al Crotone y al Lecco. Vuelto a Nápoles, Bocchetti debutó en Serie A el 3 de diciembre de 2000, frente al Bari (1:0 para los napolitanos). Permaneció bajo la sombra del Vesubio hasta 2003.
Después de tres buenas temporadas en Serie B con el Piacenza (83 partidos y 3 goles), en el agosto de 2006 fue contratado por el Parma con la fórmula de la copropiedad, volviendo así a la Serie A. En 2007 pasó al Frosinone, donde permaneció hasta el 28 de enero de 2011, cuando fue cedido a préstamo al Sassuolo. En el verano del mismo año fichó por el Pescara, donde logró el ascenso a la Serie A. En agosto de 2014 fue transferido al Paganese de la tercera división italiana, donde se retiró en 2016 tras jugar también en el Salernitana.

## Selección nacional
Con la selección sub-20 de Italia disputó 3 partidos en 2000; el mismo año fue convocado por Marco Tardelli para jugar en la selección sub-21, en la que disputó 2 partidos entre 2000 y 2002.

## Clubes
| Club                    | País   | Año         |
| ----------------------- | ------ | ----------- |
| FC Crotone (cedido)     | Italia | 1999 - 2000 |
| Calcio Lecco (cedido)   | Italia | 2000        |
| SSC Napoli              | Italia | 2000 - 2003 |
| Piacenza Calcio         | Italia | 2003 - 2006 |
| Parma FC                | Italia | 2006 - 2007 |
| Frosinone Calcio        | Italia | 2007 - 2011 |
| US Sassuolo (cedido)    | Italia | 2011        |
| Delfino Pescara         | Italia | 2011 - 2014 |
| Paganese Calcio         | Italia | 2014 - 2015 |
| US Salernitana (cedido) | Italia | 2015        |
| Paganese Calcio         | Italia | 2015        |
| US Salernitana          | Italia | 2015        |
| Paganese Calcio         | Italia | 2015 - 2016 |

## Palmarés

### Campeonatos nacionales
| Título  | Club            | País   | Año         |
| ------- | --------------- | ------ | ----------- |
| Serie B | Delfino Pescara | Italia | 2011 - 2012 |